# Абрамов Григорій Григорович
Григорій Григорович Абрамов (нар. 10 березня 1918, тепер Російська Федерація — ?) — радянський партійний і державний діяч, 1-й Московського обкому КПРС (1960—1963). Член ЦК КПРС в 1961—1966 роках. Член Бюро ЦК КПРС по РРФСР з 31 жовтня 1961 по 8 квітня 1966 року. Депутат та член Президії Верховної Ради СРСР 6-го скликання (1962—1966).

## Біографія
Народився в селянській родині. Трудову діяльність розпочав у 1937 році техніком на авторемонтному заволді.
У 1941 році закінчив Механіко-машинобудівний інститут (Московське вище технічне училище) імені Баумана у Москві.
У 1941—1947 роках — інженер-конструктор, старший інженер-конструктор машинобудівних заводів.
Член ВКП(б) з 1945 року.
У 1947—1949 роках — секретар партійного комітету машинобудівного заводу.
У 1949—1955 роках — 2-й секретар Митищинського міського комітету ВКП(б) Московської області; 1-й секретар Щолковського міського комітету КПРС Московської області.
У 1955—1959 роках — завідувач відділу Московського обласного комітету КПРС.
8 квітня 1959 — 6 липня 1960 року — 2-й секретар Московського обласного комітету КПРС.
6 липня 1960 — січень 1963 року — 1-й секретар Московського обласного комітету КПРС.
З січня 1963 року — інспектор ЦК КПРС.
До жовтня 1965 року — 1-й заступник голови Ради народного господарства Центрального економічного району.
У жовтні 1965 — 1989 року — заступник міністра хімічного і нафтового машинобудування СРСР.
Потім — на пенсії в Москві.

## Нагороди і звання
- орден Жовтневої Революції (1978)
- медалі